# Briefmarken-Jahrgang 1985 der Deutschen Bundespost
Der Briefmarken-Jahrgang 1985 der Deutschen Bundespost umfasste 34 Sondermarken, Dauermarken wurden in diesem Jahr nicht herausgegeben.
1989 wurde die Briefmarke Limburger Dom (Michel-Nr. 1250) vom Weltpostverein zur „schönsten Briefmarke der Welt“ gekürt.
Alle seit dem 1. Januar 1969 ausgegebenen Briefmarken waren unbeschränkt frankaturgültig, es gab kein Ablaufdatum wie in den vorhergehenden Jahren mehr.
Durch die Einführung des Euro als europäische Gemeinschaftswährung zum 1. Januar 2002 wurde diese Regelung hinfällig.
Die Briefmarken dieses Jahrganges konnten allerdings bis zum 30. Juni 2002 genutzt werden. Ein Umtausch war noch bis zum 30. September in den Filialen der Deutschen Post möglich, danach bis zum 30. Juni 2003 zentral in der Niederlassung Philatelie der Deutschen Post AG in Frankfurt.

## Liste der Ausgaben und Motive
Legende
- Bild: Eine bearbeitete Abbildung der genannten Marke. Das Verhältnis der Größe der Briefmarken zueinander ist in diesem Artikel annähernd maßstabsgerecht dargestellt. Sollten keine Marken abgebildet sein, liegt es daran, dass das Urheberrecht des Künstlers noch nicht erloschen ist.
- Beschreibung: Eine Kurzbeschreibung des Motivs und/oder des Ausgabegrundes. Bei ausgegebenen Serien oder Blocks werden die zusammengehörigen Beschreibungen mit einer Markierung versehen eingerückt.
- Wert: Der Frankaturwert der einzelnen Marke in Pfennig. Ein „+“ bedeutet, dass es sich um eine Zuschlagsmarke handelt (= Frankaturwert + Spende).
- Ausgabedatum: Das Datum des erstmaligen Verkaufs dieser Briefmarke.
- Auflage: Soweit bekannt, wird hier die zum Verkauf angebotene Anzahl dieser Ausgabe angegeben.
- Entwurf: Soweit bekannt, wird hier angegeben, von wem der Entwurf dieser Marke stammt.
- Mi.-Nr.: Diese Briefmarke wird im Michel-Katalog unter der entsprechenden Nummer gelistet.

| Sondermarken | |                  |                       |             |                                 |       |
| Bild         | Beschreibung | Werte in Pfennig | Ausgabe- datum (1985) | Auflage     | Entwurf                         | MiNr. |
|              | 2000 Jahre Augsburg Bronzebüste des Kaisers Augustus, Stadtwappen und Bauwerke der Stadt                                                                                   | 80               | 10. Januar            | 34.400.000  | Hans Joachim Volbracht          | 1234  |
|              | 350. Geburtstag von Philipp Jacob Spener (1635–1705) | 80               | 10. Januar            | 31.500.000  | Günter Jacki                    | 1235  |
|              | 200. Geburtstag der Brüder Grimm Wilhelm Grimm (1786–1859) und Jacob Grimm (1785–1863)                                                                                     | 80               | 10. Januar            | 30.600.000  | Elisabeth von Janota-Bzowski    | 1236  |
|              | 100. Geburtstag von Romano Guardini (1885–1968) | 80               | 10. Januar            | 30.600.000  | Gerd Aretz                      | 1237  |
|              | Für den Sport, verschiedene Anlässe - Kegeln, 100 Jahre Deutscher Keglerbund                                                                                               | 80+40            | 21. Februar           | 5.525.000   | Fritz-Dieter Rothacker          | 1238  |
|              | - Kajak, Weltmeisterschaften im Wildwasserrennsport, Garmisch-Partenkirchen und Kanuslalom, Augsburg                                                                       | 120+60           | 21. Februar           | 4.470.000   | Fritz-Dieter Rothacker          | 1239  |
|              | 1000 Jahre Markt- und Münzrecht Verden (Aller) Stadtansicht von Verden | 60               | 21. Februar           | 25.800.000  | Peter Steiner                   | 1240  |
|              | 30 Jahre Bonn-Kopenhagener Erklärungen Landkarte des Grenzgebietes zwischen Deutschland und Dänemark mit den jeweiligen Nationalflaggen; Gemeinschaftsausgabe mit Dänemark | 80               | 21. Februar           | 26.650.000  | Ernst Jünger                    | 1241  |
|              | Für die Jugend, Historische Fahrräder - Draisine oder Laufmaschine, 1817                                                                                                   | 50+20            | 16. April             | 4.160.000   | Heinz Schillinger               | 1242  |
|              | - NSU Germania Hochrad, 1886 | 60+30            | 16. April             | 4.110.000   | Heinz Schillinger               | 1243  |
|              | - Kreuzrahmen-Niederrad, 1887 | 80+40            | 16. April             | 4.200.000   | Heinz Schillinger               | 1244  |
|              | - Adler-Dreirad, 1887 | 120+60           | 16. April             | 4.000.000   | Heinz Schillinger               | 1245  |
|              | 225. Geburtstag von Johann Peter Hebel (1760–1826) Hebel mit einer Markgräflerin. Nach dem Aquarell "Hebel und Vreneli" von Karl Agricola (1779–1852) aus dem Jahre 1814.  | 80               | 16. April             | 29.100.000  | Elisabeth von Janota-Bzowski    | 1246  |
|              | 100. Geburtstag von Egon Erwin Kisch (1885–1948) | 60               | 16. April             | 27.600.000  | Albrecht Ade                    | 1247  |
|              | Europamarken, Europäisches Jahr der Musik - 300. Geburtstag von Georg Friedrich Händel, (1685–1759)                                                                        | 60               | 7. Mai                | 66.100.000  | Karl Hans Walter                | 1248  |
|              | - 300. Geburtstag von Johann Sebastian Bach, (1685–1750) | 80               | 7. Mai                | 107.450.000 | Karl Hans Walter                | 1249  |
|              | 750 Jahre Limburger Dom | 60               | 7. Mai                | 28.800.000  | Heinz Schillinger               | 1250  |
|              | 300. Geburtstag von Dominikus Zimmermann (1685–1766) Säulenkapitell aus dem Presbyterium der Wieskirche                                                                    | 70               | 7. Mai                | 31.000.000  | Peter Nitsche                   | 1251  |
|              | 100. Geburtstag von Josef Kentenich (1885–1968) | 80               | 7. Mai                | 27.500.000  | Fritz Lüdtke                    | 1252  |
|              | Kampagne „Rettet den Wald“ Uhr vor einem Waldgebiet | 80               | 16. Juli              | 25.600.000  | Klemens Ganzenmüller            | 1253  |
|              | Weltpfadfinderkonferenz Lilien-Emblem und junge Pfadfinder | 60               | 16. Juli              | 26.600.000  | Fritz Lüdtke                    | 1254  |
|              | Internationale Briefmarkenausstellung MOPHILA in Hamburg Diese beiden Marken wurden als Zusammendruck ausgegeben - Postillon und Zugpferde                                 | 60+20            | 13. August            | 6.900.000   | Heinz Schillinger               | 1255  |
|              | - Postkutsche | 80+20            | 13. August            | 6.900.000   | Heinz Schillinger               | 1256  |
|              | 400 Jahre Frankfurter Börse Gebäude vor gekacheltem Hintergrund mit dem Emblem                                                                                             | 80               | 13. August            | 29.100.000  | Friedrich Kefer und Peter Münch | 1257  |
|              | 100. Todestag von Carl Spitzweg (1808–1885) Sonntagsspaziergang | 60               | 13. August            | 27.950.000  | Fritz Lüdtke                    | 1258  |
|              | Wohlfahrtsmarken: Miniaturen nach Motiven aus den Bordüren eines mittelalterlichen Gebetbuches - Blumen, Erdbeere und Schmetterling                                        | 50+20            | 15. Oktober           | 14.750.000  | Holger Börnsen                  | 1259  |
|              | - Blumen, Schmetterlinge und Vogel | 60+30            | 15. Oktober           | 9.730.000   | Holger Börnsen                  | 1260  |
|              | - Blumen, Beeren und Schnecke | 80+40            | 15. Oktober           | 19.410.000  | Holger Börnsen                  | 1261  |
|              | - Blumen, Schnecke und Schmetterling | 120+60           | 15. Oktober           | 6.130.000   | Holger Börnsen                  | 1262  |
|              | 175. Geburtstag von Fritz Reuter (1810–1874) | 80               | 15. Oktober           | 25.822.000  | Peter Steiner                   | 1263  |
|              | 150 Jahre deutsche Eisenbahn und 200. Geburtstag von Johannes Scharrer (1785–1844) Die erste Fahrt des Adlers auf der Ludwigseisenbahn                                     | 80               | 12. November          | 29.100.000  | Heinz Schillinger               | 1264  |
|              | 40 Jahre Eingliederung heimatvertriebener Deutscher | 80               | 12. November          | 29.472.000  | Konrad Przewieslik              | 1265  |
|              | Grundgedanken der Demokratie, Bundeswehr Schwarz-Rot-Gold mit dem Hoheitszeichen der Bundeswehr                                                                            | 80               | 12. November          | 28.872.000  | Bruno K. Wiese                  | 1266  |
|              | Weihnachtsmarke - Geburt Christi, Gemälde aus dem Hochaltar des Freiburger Münsters von Hans Baldung                                                                       | 80+40            | 12. November          | 11.060.000  | Fritz Lüdtke                    | 1267  |